# Potok (Prijepolje)
Potok (Servisch cyrillisch Поток) is een plaats in de Servische gemeente Prijepolje. De plaats telt 282 inwoners (2002).